# 銘尽
『銘尽』（めいづくし）は、応永30年（1423年）に書写された刀剣書。国立国会図書館蔵、重要文化財。
京都東寺子院観智院伝来本であることから『観智院本銘尽』ともいう。別名『正和本銘尽』。
「正宗五郎入道、貞宗、彦四郎」の記述から始まり、神代からの刀工名、著名刀工と茎（なかご）の図、粟田口系、鎌倉鍛冶などの流派の系図などが記載されている。
現存する日本最古の刀剣書とされていたが、2017年に、佐賀県立図書館が所蔵する龍造寺家文書の中の申状土代（訴状の下書き）の裏から観応2年（1351年）に書写されたとみられる「銘尽（龍造寺本）」が発見された
。

## 概要
紙本墨書。現装は仮綴じの冊子装で、寸法は27.5×21.0センチ。墨付45丁、ただし首部を欠失する。書名は第9丁裏に「銘尽」とあることによる。国立国会図書館の所蔵で、明治43年（1910年）に購入された。
奥書から応永30年（1423年）の書写であることがわかるが、本文中には正和5年（1316年）からさかのぼって年数を数えている箇所があり、正和5年に記載された原資料がもとになっている。ただし、本写本の記載には重複や齟齬がみられることから、複数の資料をもとにして書写されたものと推定される。
第42丁裏には南洞院御秘蔵本を行蔵坊幸順が応永三十年十二月二十一日に写した旨が記されている。また、裏表紙には「京都東寺子院観智院所伝刀剣鑑定之書　応永三十年之古写　本書正和五年著作　勧智院法印権僧正住寶所貺　津田葛根蔵」と記される。
また、第45丁（最終丁）の次にある貼紙には、朱書きで伴信友『古文零聚巻六』抜書ありと記される。

## 構成
以下のカッコ内の数字は、国立国会図書館デジタルコレクションのコマ番号を示す。
第1丁表 - 第1丁裏 (no.5-6)  正宗、貞宗、国盛、助盛、国宗、定利、国長、延寿太郎、国信、国吉、定俊、兼永、中次郎、了戒、光包、長光、弟子、備前備中雑鍛冶三十六名、
第2丁表 - 第9丁表 (no.6-13)　太刀刀作善悪日之事、古今諸国鍛冶之銘（と刀の特徴）
第9丁裏 - 第10丁裏 (no.14)  銘尽（解説）、神代鍛冶（解説）
第10丁裏 - 第20丁表 (no.15-25)  日本国鍛冶銘(解説）　
第20丁裏 - 第32丁裏 (no.25-37) 系図（と解説）：青井、粟田口、千手院、来、相模鍛冶、(山城)、大和国、備前鍛冶次第不同、備中鍛冶次第不同、陸奥鍛冶次第不同、鎌倉鍛冶、来系図、（他）
第32丁裏 - 第34丁裏 (no.37-39) 後鳥羽院御宇被召鍛冶十二月結番次第、大寶年中(友光、天国等)
第35丁表 - 第36丁表 (no.39-40)  一條院御宇(助包、安綱等）
第36丁裏 - 第37丁表 (no.41)  鎮西鍛冶、奥州鍛冶
第37丁表 - 第39丁表 (no.41-43)  後鳥羽院鍛冶（行平、正恒等）、後鳥羽院御宇鍛冶詰番次第
第39丁表 - 第40丁表 (no.43-44)  粟田口鍛冶系図、奈良鍛冶、伯耆鍛冶、伯耆国次第不同
第40丁裏 - 第41丁裏 (no.45-46)  散在国（友安等）、不知国鍛冶(天国等)、釼作鍛冶前後不同、
第42丁表 - 第42丁裏 (no.46-47)  神代より当代までの上手鍛冶（藤戸等）、奥書（幸順）
第43丁表 - 第45丁裏 (no.47-50)  諸国名、奥書（岩菊之）